# Carnac
Carnac / Karnag là một xã trong tỉnh Morbihan, thuộc vùng hành chính Bretagne của nước Pháp, có dân số là 4444 người (thời điểm 1999).
Dân địa phương danh xưng trong tiếng Pháp là Carnacois. Carnac nổi tiếng với các hòn đá Carnac, một trong những di chỉ khảo cổ Neolithic. ở đây cũng có các bãi biển du lịch.
Carnac nằm trên một bán đảo hẹp trung lộ giữa thị xã thời Trung cổ Vannes và khu vực nghỉ dưỡng biển Quiberon.
Cư dân của Carnac danh xưng trong tiếng Pháp là Carnacois.

## Nhân khẩu học
| 1936  | 1968  | 1975  | 1982  | 1990  | 1999  |
| ----- | ----- | ----- | ----- | ----- | ----- |
| 3 065 | 3 655 | 3 733 | 3 962 | 4 243 | 4 444 |

## Các thành phố kết nghĩa
- Illertissen, Đức
- La Clusaz, Haute-Savoie, Pháp